# Libeňský hřbitov
Libeňský hřbitov se nachází v Praze 8 v městské čtvrti Libeň v ulici Na Korábě. Má rozlohu 1,69 hektaru a roku 1999 zde bylo evidováno 10 185 pohřbených. Na hřbitově je 162 hrobek, 2400 hrobů a 348 urnových hrobů.

## Historie
Roku 1865 podal libeňský duchovní správce žádost c. k. okresnímu úřadu v Karlíně o zřízení hřbitova v Libni. Tato žádost byla v březnu 1866 zamítnuta a Libeň dál pohřbívala na starém proseckém hřbitově, jenž společně sloužil pro Prosek, Střížkov, Libeň a Vysočany. V letech 1872 a 1873 byl ale prosecký hřbitov již tak přeplněn, že dle příkazu musely přifařené obce zbudovat společným nákladem nový hřbitov. Dle rozhodnutí z roku 1881 vznikl nový hřbitov přímo v Libni, který 5. listopadu 1882 vysvětil kanovník pražské kapituly P. dr. Eduard Terš. Ještě téhož dne se konal první pohřeb.
Postupem času se hřbitov rozšířil i o další část, jíž 12. března 1886 vysvětil P. Jan Páv. Po první světové válce zde vznikl ještě třetí hřbitov a během roku 1946 vznikly podél zdí druhého a třetího hřbitova urnové hroby.
Na hřbitově jsou pohřbeni například zakládající člen libeňského Sokola architekt Jan Krištof, dekadentní básník Karel Hlaváček, polní pilot-letec Eduard Šimek a do roku 2014 divizní generál Karel Janoušek.
Libeňský hřbitov spravuje příspěvková organizace Hřbitovy a pohřební služby hl. m. Prahy, Hřbitovní správa Ďáblice.